# Ford (Kansas)
Ford è un centro abitato (city) degli Stati Uniti d'America della contea di Ford nello Stato del Kansas. La popolazione era di 216 persone al censimento del 2010.

## Storia
Ford venne fondata attorno al 1885. Prende il nome dal colonnello James Hobart Ford.
Il primo ufficio postale a Ford fu creato nel febbraio 1885.

## Geografia fisica
Ford è situata a 37°38′10″N 99°45′11″W (37.635977, -99.753013).
Secondo lo United States Census Bureau, ha un'area totale di 0,42 miglia quadrate (1,09 km²).

## Società

### Evoluzione demografica
Secondo il censimento del 2010, c'erano 216 persone.

### Etnie e minoranze straniere
Secondo il censimento del 2010, la composizione etnica della città era formata dall'87,0% di bianchi, lo 0,5% di afroamericani, il 3,7% di nativi americani, il 6,9% di altre razze, e l'1,9% di due o più etnie. Ispanici o latinos di qualunque razza erano l'8,3% della popolazione.